# Tsangpa
Tsangpa (chữ Tạng: གཙང་པ; Wylie: gTsang pa) hay Tạng Ba (tiếng Trung: 藏巴) là một triều đại thống trị phần lớn Tây Tạng từ năm 1565 đến 1642. Đây là triều đại hoàng gia Tây Tạng cuối cùng cai trị dùng tên triều đại của mình. Chính quyền do Karma Tseten thành lập, ông nguyên là một hầu cận của lãnh chúa triều đại Nhân Bạng Ba và được giao cai quản Shigatse tại Tsang (Tây-Trung Tây Tạng) từ năm 1548.

## Thay thế Nhân Bạng Ba
Vào thế kỷ 16, Tây Tạng bị phân chia giữa các phe nhóm kình địch nhau, cũng như giữa các hệ phái tôn giáo và các dõng dõi vương triều. Triều đại Phách Mộc Trúc Ba cũ để mất tất cả quyền lực trên danh nghĩa từ sau năm 1564, còn Nhân Bạng Ba kình địch cũng không thể đạt được sự thống nhất trên toàn bộ Tây Tạng. Trong các tông phái Phật giáo, Ca nhĩ cư phái hoàn toàn chống lại Cách lỗ phái (là giáo phái có người đứng đầu về sau được gọi là Đạt-lại Lạt-ma). Theo tư liệu cổ, Karma Tseten có được một đội kị binh bằng cách thay đổi một tài liệu do lãnh chúa Nhân Bạng Ba của mình đưa ra. Ông sau đó nổi loạn vào năm 1557, và thay thế Nhân Bạng Ba vào năm 1565. Được biết đến với tên gọi Depa Tsangpa hay Tsang Desi, ông trở thành vua của Thượng Tsang và liên minh với "Karmapa Mũ đỏ" thứ năm hay chủ trì Shamarpa của tông phái Karma Kagyu, Köncho Yenlak.

## Cuộc chiến chống lại Cách lỗ phái
Lịch sử triều đại dưới thời những người kế vị gần nhất của Karma Tseten không được biết rõ, song vào đầu thế kỷ 17 thì triều đại thường xuyên được đề cập đến như là một đối thủ cạnh tranh quyền lực tại Tây Tạng. Gia tộc này thường phản đối Cách lỗ phái và Đạt-lại Lạt-ma, trong khi đó, quyền lực của Đạt-lại Lạt-ma lại gia tăng ở Ü (Đông-Trung Tây Tạng). Người cai trị Tạng Ba Karma Phuntsok Namgyal (hay theo một nguồn khác là Karma Tensung) đã phản ứng bằng cách xâm nhập Ü từ căn cứ tại Tsang vào năm 1605 và tấn công các tu viện Phật giáo Drepung và Sera. 5.000 sư tăng được cho là đã bị tàn sát trong sự kiện này. Tạng Ba trục xuất quân Mông Cổ đễn hỗ trợ Đạt-lại Lạt-ma thứ 4 Vân-đan Gia-thố, bản thân vị Lạt-ma này xuất thân là một hoàng tử Mông Cổ. Vân-đan Gia-thố đã phải chạy trốn và người cai trị Tạng Ba đã tiến gần hơn đến chỗ trở thành vua của toàn cõi Tây Tạng. Năm 1612 và 1613, ông khuất phục một số thế lực địa phương tại miền tây của Tây Tạng: Ngari Gyalpo, Lhopa và Changpa. Ông đã không quá thành công khi chống lại Bhutan, nơi một kình địch của ông tên là Ngawang Namgyal, trụ trì của Ralung, đang nương náu.

## Mở rộng và đối phó người Mông Cổ
Năm 1618, Tạng Ba đưa quân sâu hơn nữa vào Ü và đánh bại các lãnh đạo địa phương là Kyishod và Tsal. Đến năm 1619, vương quốc Mang Vực Cống Đường (Mangyül Gungthang) ở miền tây của Tây Tạng đã bị chinh phục. Tuy nhiên, quyền bá chủ của Tạng Ba chỉ tồn tại trong một thời gian ngắn ngủi. Sau cái chết của Vân-đan Gia-thố, Đạt-lại Lạt-ma kế vị là La-tang Gia-thố (1617–1682) đã nhận được sự giúp đỡ từ các bộ lạc Mông Cổ. Người Mông Cổ tiến vào Ü vào năm 1621 và 1635, đánh bại quân Tạng Ba. Cùng lúc đó, người cai trị Tạng Ba là Karma Tenkyong bị Ladakh ở phía tây đe dọa, mặc dù hai bên không bao giờ xảy ra chiến tranh trên thực địa.

## Chiến thắng của Đạt-lại Lạt-ma
Năm 1641, người lãnh đạo của bộ lạc Khoshut (Hòa Thạc Đặc) của người Mông Cổ tại vùng Kokonor, Cố Thủy Hãn (Gushri Khan), từ vùng đất của mình bắt đầu tấn công vua của Beryli, thuộc Kham (Đông Tây Tạng), đây là vị vua hành đạo Bön và ngược đãi các Lạt-ma Phật giáo. Sau khi đánh bại Beryli, ông tiến công và bắt Karma Tenkyong vào năm 1642. Sau một cuộc nổi dậy của những người ủng hộ Tạng Ba vào cùng năm, Cố Thủy Hãn đã ra lệnh đưa Karma Tenkyong và một túi bằng da bò và khiến vị vua cũ chết đuối trong một con sông. Cố Thủy Hãn dâng Ü, Tsang và một phần Đông Tây Tạng cho Đạt-lại Lạt-ma. Điều này đã khởi đầu cho một nhà nước Tây Tạng dựa trên cơ sở pháp đạo tồn tại cho đến năm 1950.

## Danh sách người cai trị
- Karma Tseten 1565-trước 1582
- Karma Thutob Namgyal không rõ thời điểm (con trai)
- Khunpang Lhawang Dorje đực nói đến vào năm 1582 (anh em)
- Karma Tensung mất 1611 (?) (anh em)
- Karma Phuntsok Namgyal trước 1603-1620 (con trai của Karma Thutob Namgyal)
- Karma Tenkyong 1620-1642 (con trai)